# Natalija Gončarova
Natalija Sergejevna Gončarova (rus. Ната́лья Серге́евна Гончаро́ва; Tula, 4. lipnja 1881. — Pariz, 17. listopada 1962.) bila je ruska avangardna slikarica, kostimografkinja, spisateljica, ilustratorica i scenska dizajnerica. Sestra njezine prabake bila je Natalija Nikolajevna Gončarova, žena pjesnika Aleksandra Puškina.

## Životopis
Natalija Gončarova rođena je u Tuli na imanju svog oca, poznatog arhitekta i matematičara, Sergeja Gončarova. 1891. godine obitelj se preselila u Moskvu, gdje je 1901. upisala Moskovsku školu slikarstva, kiparstva i arhitekture. Tu je upoznala Mihajla Larionova, koji je također bio student iste škole. Kasnije su formirali životnu vezu.
Larionov i Gončarova su osnivači dvaju važnih ruskih umjetničkih grupa: “Jack of Diamonds” (1909. – 1911.) i mnogo radikalnije “Magareći rep” (1912. – 1913.). Magareći rep je zamišljen kao namjeran prekid utjecaja europske umjetnosti i uspostavljanje nezavisne ruske škole moderne umjetnosti. Utjecaj ruskog futurizma je vidljiv i u daljim radovima Gončarove. U početku preokupirana ikonopisom i primitivizmom ruske narodne umjetnosti, Gončarova je postala poznata zbog svojih futurističkih radova, kao što je „Biciklist“. 
Kao vođe moskovskih futurista, Gončarova i Larionov organizirali su provokativna večernja predavanja u istom tonu kao i njihove talijanske kolege. Gončarova je također bila uključena u grafički dizajn - pisanje i ilustriranje u futurističkom stilu.
Gončarova je bila i član Plavog jahača, avangardne grupe osnovane 1911. godine. 1915. godine počela je dizajnirati kostime za balet i nastanila se u Ženevi. U Pariz se preselila 1921. godine, gdje je dizajnirala niz scenografija iz Djagiljevljevih baleta.
Ona i Larionov postali su francuski državljani 1939. godine.
Umrla je u Parizu, 1962. godine.